# جورج بورتر (منافس ألعاب قوى)
جورج بورتر (بالإنجليزية: George Porter)‏ هو منافس ألعاب قوى أمريكي، ولد في 19 ديسمبر 1966.

## وصلات خارجية
- جورج بورتر على موقع الاتحاد الدولي لألعاب القوى (الإنجليزية)